# Jonathan Vervenne
Jonathan Vervenne (Genk, 27 maggio 2003) è un ciclista su strada belga che corre per il Soudal Quick-Step Devo Team; è attivo in formazioni UCI dal 2022.

## Palmarès
- 2023 (Soudal Quick-Step Devo Team, due vittorie)

Le Tour des 100 Communes
Campionati belgi, Prova a cronometro Under-23
- 2025 (Soudal Quick-Step Devo Team, una vittoria)

2ª tappa Giro Next Gen (Rho > Cantù)

### Altri successi
- 2023 (Soudal Quick-Step Devo Team)

Zuidkempense Pijl
Classifica scalatori Giro della Valle d'Aosta
- 2024 (Soudal Quick-Step Devo Team)

1ª tappa Tour du Rwanda (Kigali > Kigali, cronosquadre)

## Piazzamenti

### Competizioni mondiali
- Campionati del mondo

Fiandre 2021 - Cronometro Junior: 15º
Glasgow 2023 - Cronometro Under-23: 11º
Glasgow 2023 - In linea Under-23: 72º

### Competizioni continentali
- Campionati europei

Anadia 2022 - Cronometro Under-23: 5º
Anadia 2022 - Staffetta Under-23: 5º
Limburgo 2024 - In linea Under-23: 83º